# Sunday Cove Island
Sunday Cove Island is een eiland dat deel uitmaakt van de Canadese provincie Newfoundland en Labrador. Het eiland van 22 km² ligt in Notre Dame Bay op minder dan een halve kilometer ten noorden van Newfoundland. 

## Geografie
Sunday Cove Island telt twee gemeenten, namelijk het westelijke Port Anson (110 inwoners) en het oostelijke Miles Cove (97 inwoners). In het noorden liggen nog de spookdorpen Wellmans Cove en Paddock's Bight.
Het eiland is met de op Newfoundland gelegen gemeente Robert's Arm verbonden via Route 381. Hiervoor zijn twee dijken aangelegd: een die vanop Newfoundland ruim 400 meter ver noordwaarts loopt en een die vanop Sunday Cove Island zelf 50 meter zuidwaarts gaat. Het brugje dat beide dijken met elkaar verbindt is slechts 25 m lang.

## Demografie
Demografisch gezien is Sunday Cove Island, net zoals de meeste afgelegen plaatsen in de provincie, aan het krimpen. Tussen 1991 en 2021 daalde de bevolkingsomvang van 432 naar 207. Dat komt neer op een daling van 225 inwoners (-52,1%) in dertig jaar tijd.
| Jaar | Aantal inwoners | Verschil |
| ---- | --------------- | -------- |
| 1991 | 432             | –        |
| 1996 | 389             | -10,0%   |
| 2001 | 348             | -10,5%   |
| 2006 | 295             | -15,2%   |
| 2011 | 302             | +2,4%    |
| 2016 | 234             | -22,5%   |
| 2021 | 207             | -11,5%   |